# Trypauchen vagina
Trypauchen vagina és una espècie de peix de la família dels gòbids i de l'ordre dels perciformes. present a Bangladesh, Cambodja, la Xina (incloent-hi Hong Kong), l'Índia, Indonèsia, Kuwait, Malàisia, Myanmar, Oman, les Filipines,
Singapur, Sud-àfrica, Taiwan, Tailàndia i el Vietnam.
Els mascles poden assolir 22 cm de longitud total.
És un peix de clima tropical i demersal.
A l'Índia és depredat per Johnius dussumieri
i Otolithes cuvieri.
De vegades es comercialitza fresc.
És inofensiu per als humans.